# Solomonargiolestes
Solomonargiolestes is een geslacht van waterjuffers (Zygoptera) uit de familie van de Argiolestidae.

## Soorten
Solomonargiolestes omvat twee soorten:
- Solomonargiolestes bougainville (Kalkman, 2008)
- Solomonargiolestes malaita (Kalkman, 2008)